# Pósán László
Pósán László (Fehérgyarmat, 1965. szeptember 20. –) magyar politikus, történész. A Debreceni Egyetem Bölcsészettudományi Kar, Történelmi Intézetének egyetemi tanára, az Országgyűlés Kulturális Bizottságának elnöke. 1998 óta a Fidesz országgyűlési képviselője. 1997-től 2015-ig a Fidesz Debreceni Szervezetének elnöke, 2015-től alelnöke. 

## Pályafutása
A nyíregyházi Krúdy Gyula Gimnáziumban tett érettségi vizsgát 1984-ben, majd a debreceni Kossuth Lajos Tudományegyetemen szerezte meg magyar nyelv- és irodalom-történelem szakos középiskolai tanári diplomáját 1990-ben. Ugyanebben az évben egyetemi tanársegéd lett, 1996-tól a KLTE Történeti Intézetének Középkori és Kora újkori Egyetemes Történeti Tanszéken adjunktus. 1995-ben elnyerte a doktori fokozatot, 2000-ben szerezte meg PhD-jét.
A Fidesznek 1992 óta tagja, 1997-ben a párt debreceni városi szervezetének elnökévé választották. 1998-tól 2002-ig az Országgyűlés Külügyi bizottságának munkatársa és a magyar delegáció helyettes tagja volt a NATO Parlamenti Közgyűlésében. 2011-től 2014-ig elnöke az Országgyűlés Innovációs és fejlesztési eseti bizottságának. 2014-től 2018-ig az Országgyűlés Kulturális bizottságának alelnöke, majd 2018-tól elnöke. 
Debrecenben az 1998. évi országgyűlési választásokon egyéni mandátumot szerzett (Hajdú-Bihar 1. VK.). A 2002-es választások alkalmával április 7-én az első fordulóban megvédte egyéni mandátumát majd a 2006-os országgyűlési választások során egyéni mandátumot nyert Hajdú-Bihar megye 1. választókerületében.
1993-tól 1998-ig szerkesztette a Debreceni Szemle című folyóiratot. 1992-ben az Ady Akadémia Alapítvány, 1998-ban az Apáczai Közalapítvány titkára lett.
A 2014-es országgyűlési választáson ismét elindult, és Hajdú-Bihar megyei 2. számú egyéni választókerületben megnyerte a mandátumot, és ezzel újra bekerült az Országgyűlésbe.
2025. március 31-én bejelentette, hogy Tisza-szigetet alapít.

## Történészi munkássága
Kutatási területe az európai középkor különböző korszakaira és térségeire terjed ki: 
- A német lovagrendi állam. Lovagrendek
- A Hanza-kereskedelem
- Keresztes hadjáratok
- Egyház- és művelődéstörténet, mindennapi élet, pénztörténet, gazdaság és társadalomtörténet a középkorban

### Főbb művei
- Mindennapi élet a középkortól a felvilágosodás koráig I. Táplálkozás, italfogyasztás, lakásviszonyok, öltözködés; Printart-Press, Debrecen, 2021
- Magyarország és a Német Lovagrend a középkorban; FIKP "Magyarország a középkori Európában" Kutatócsoport, Debrecen, 2019 (Memoria Hungariae)
- Populatia Tarii in perioada stapanirii Cavalerilor Teutoni (1211–1225), In: Szerk.: Zsoldos Attila Oradea şi Bihorul la sfârşitul epocii Arpadiene. Oradea: Asociaţia Tanoda; Asociaţia Culturală Varadinum, 2017. pp. 9–28. (Studii despre istoria Ţării Bihorului; 3.) Tanulmány román nyelven, 2017
- Der Konflikt zwischen dem Deutschen Orden und dem polnisch-litanischen Staat auf dem Konstanzer Konzil, In: Szerk.: Bárány Attila Pál Das Konzil von Konstanz und Ungarn. Debrecen: MTA, 2016. pp. 65–83. (Memoria Hungariae; 1.) Tanulmány német nyelven, 2016
- Die Ungarischen Jagiellonen und der Deutsch Orden in der Zeit von Hochmeister Albrecht von Brandenburg, In: Szerk.: Bárány Attila Pál The Jagiellonians in Europe: Dynastic Diplomacy and Foreign Relations. Debrecen: MTA, 2016. pp. 109–131. (Memoria Hungariae; 2.) Tanulmány német nyelven, 2016
- Der letzte Versuch des Deutschen Ordens zur Rückkehr nach Ungarn (1702–1731), Ordines Militares Ordines Militares – Colloquia Torunensia Historica Yearbook for the Study of the Military Orders 21: pp. 171–188. Tanulmány német nyelven, 2016
- Vízszabályozás, mocsárlecsapolás és árvízvédelem a középkori Poroszországban, SZÁZADOK 148: (2) pp. 335–349. Folyóiratcikk, 2014
- Skandinávia a középkorban, Debrecen: Debreceni Egyetem, 210 p. Szakkönyv, 2012
- ”…quod terra ipsa sub monarchia imperii est”. Az „Imperium Romanum” és a Német Lovagrend állama a középkorban, In: Szerk.: Frank Tibor Németföldről Németországba: magyar kutatók tanulmányai a német történelemről. Budapest: Gondolat Kiadó, 2012. pp. 17–38. (Magyar kutatók az egyetemes történelemről; 3.) esszé, 2011
- Een klein land op het strijdtoneel van de grote mogendheden. De buitenlandse politiek van Nederland in de tweede helft van de 17de eeuw, ACTA NEERLANDICA: BIJDRAGEN TOT DE NEERLANDISTIEK DEBRECEN 2011: (8) pp. 11–27. Folyóiratcikk holland nyelven, 2011
- Ordinul Cavalerilor Teutoni in Transilvania, CAIETE DE ANTROPOLOGIE ISTORICĂ 10: (2) pp. 117–136. Folyóiratcikk román nyelven, 2011
- Németország a középkorban, Debrecen: Multiplex Media; Debrecen University Press, 413 p. Szakkönyv, 2003

## Családja
Nős, felesége hivatalvezető a Debreceni Egyetem Jog- és Államtudományi Intézetében. Egy leányuk van.